# Rue du Baigneur
La rue du Baigneur est une voie du 18e arrondissement de Paris, en France.

## Situation et accès
La rue du Baigneur est une voie publique située dans le 18e arrondissement de Paris. Elle débute au 51, rue Ramey et se termine au 42, rue du Mont-Cenis.

## Origine du nom

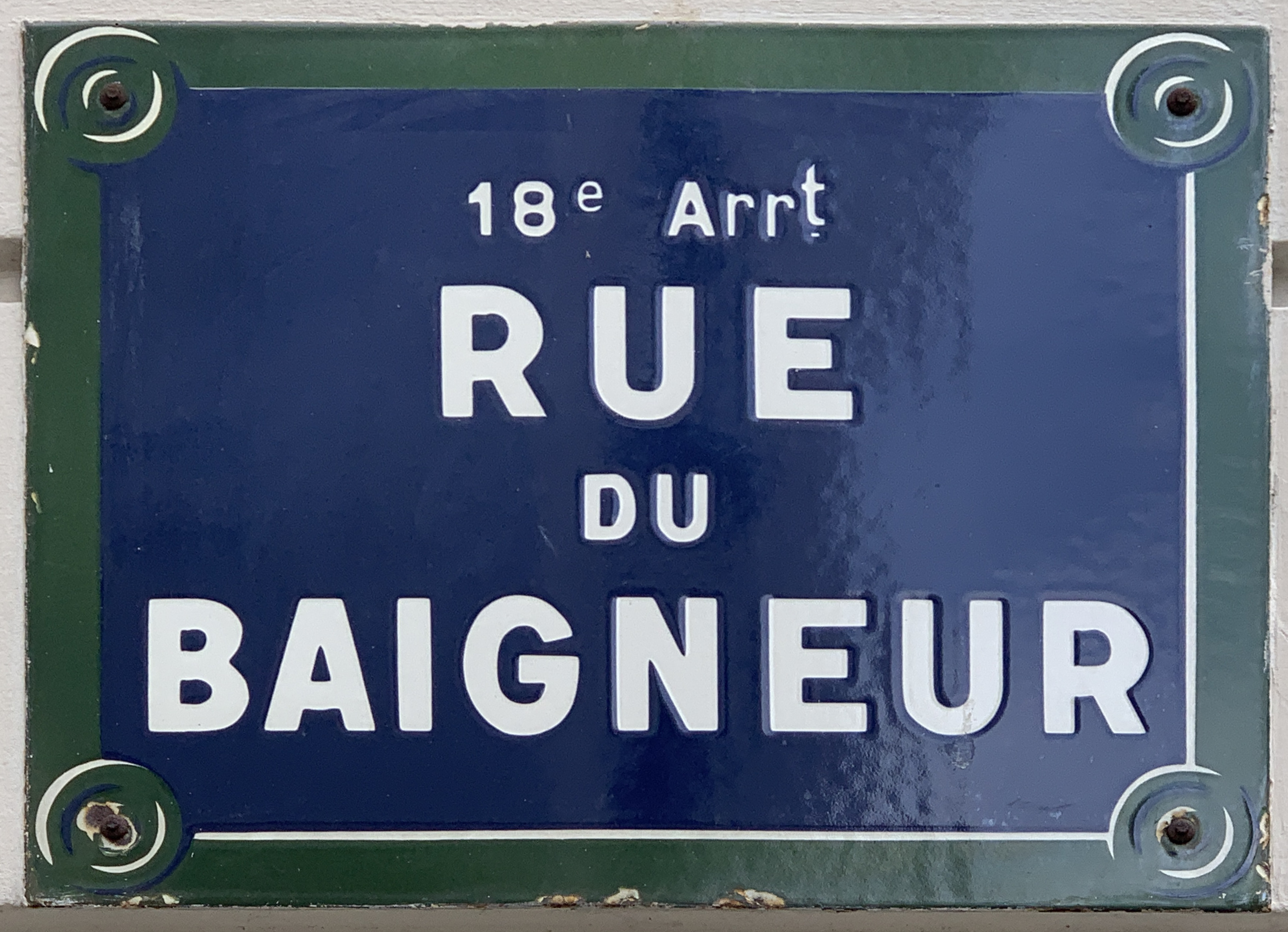
Plaque de la rue.

Le nom actuel est relatif à un établissement de bains fondé en 1853 et disparu en 1960. 

## Historique
Cette rue de l'ancienne commune de Montmartre, ouverte en 1845 sur les terrains de M. Gamard, n'était qu'une impasse, d'environ 58 mètres de long, débouchant dans la rue Ramey portant le nom d'impasse des Bains.  
Devenue impasse des Baigneurs en 1860 elle est classée dans la voirie parisienne par un décret du 23 mai 1863, elle est prolongée, vers 1881, jusqu'à la rue du Mont-Cenis sous le nom de « rue des Bains ».
Devenue une rue en 1892, elle absorbe en 1903 l'impasse du Petit-Dieu et prend le nom de rue des Bains puis de rue des Bains prolongée avant de prendre sa dénomination actuelle en 1930.